# Gmina Tootsi
Gmina Tootsi (est. Tootsi vald) – gmina wiejska w Estonii, w prowincji Parnawa.